# E. 1999 Eternal
E. 1999 Eternal – album studyjny zespołu Bone Thugs-n-Harmony. Opisuje w mrocznym stylu ulice i morderstwa w Cleveland, można także usłyszeć weedsongi, czego przykładem jest Buddah Lovaz. Album zadebiutował na drugim miejscu listy billboard, sprzedając się w nakładzie około 307 000 egzemplarzy w pierwszym tygodniu. Produkcją ponownie zajął się DJ U-Neek, we współpracy z innymi producentami: Kennym McCloudem i Tonym-C. Takie produkcje jak Mo' Murda czy Tha Crossroads są rozpoznawalne do dziś. Tak jak na poprzednim albumie, tak i tu styl rapowania Bone Thugs~n~Harmony się nie zmienił, co zaowocowało w stworzenie tak hitów jak East 1999 czy 1st of tha Month.

## Lista utworów
| #  | Tytuł                     | Producenci                                | Goście    | Czas |
| -- | ------------------------- | ----------------------------------------- | --------- | ---- |
| 1  | Da Introduction           | D.J. U-Neek                               |           | 4:25 |
| 2  | East 1999                 | D.J. U-Neek, Tony C                       |           | 4:21 |
| 3  | Eternal                   | D.J. UNeek, Tony C, Kenny McCloud         |           | 4:03 |
| 4  | Crept And We Came         | D.J. UNeek, Tony C                        |           | 5:03 |
| 5  | Down '71(The Getaway)     | D.J. U-Neek, Tony C                       |           | 4:50 |
| 6  | Mr. Bill Collector        | D.J. UNeek, Tony C                        |           | 5:01 |
| 7  | Budsmokers Only           | D.J. U-Neek                               |           | 3:31 |
| 8  | Tha Crossroads            | D.J. U-Neek                               |           | 3:43 |
| 9  | Me Killa                  | D.J. U-Neek, Kenny McCloud                |           | 0:55 |
| 10 | Land Of Tha Heartless     | D.J. U-Neek, Tony C, Bone Thugs~N~Harmony |           | 3:05 |
| 11 | No Shorts, No Losses      | D.J. UNeek, Bone Thugs~N~Harmony          |           | 4:52 |
| 12 | 1st Of Tha Month          | D.J. UNeek                                |           | 5:14 |
| 13 | Buddah Lovaz              | D.J. U-Neek, Tony C                       |           | 4:48 |
| 14 | Die Die Die               | D.J. U-Neek                               |           | 2:52 |
| 15 | Mr. Ouija 2               | D.J. U-Neek, Bone Thugs~N~Harmony         |           | 1:16 |
| 16 | Mo' Murda                 | D.J. U-Neek, Tony C                       |           | 5:44 |
| 17 | Shotz To Tha Double Glock | D.J. U-Neek, Kenny McCloud                | Mo' Thugs | 4:42 |